# 提姆·丁斯岱爾
提姆·丁斯岱爾（英語：Tim Dinsdale，1924年9月27日—1987年12月14日）是英國航空工程師和尼斯湖水怪研究者，曾參與56次對尼斯湖的探險，並撰有幾本關於尼斯湖水怪的書籍。

## 生平
出生於威爾斯阿伯里斯特威斯，是費利克斯·丁斯岱爾（Felix Dinsdale）和多莉絲·史密斯（Dorys Smith）的兒子。畢業於伍斯特的國王學院。二次大戰期間參與英國皇家空軍，在辛巴威羅德西亞擔任飛行員。戰後擔任航空工程師。
1959年3月，他在看到一篇雜誌報導後，便對尼斯湖水怪產生興趣。從1960年4月開始對尼斯湖進行考察，於該月23日拍到一段長達4分鐘的影片，顯示了一個橢圓峰背在湖中的移動。國防情報融合中心在對該影片進行分析後，認為該物體可能是有生命的。
1987年被選為國際神秘動物學學會的榮譽會員。1987年12月14日因心臟病突發而去世，享年63歲。

## 家庭
1951年結婚，與妻子溫迪共育有四名孩子。